# Yaya Sanogo
Yaya Sanogo (Massy, 27 januari 1993) is een Frans voetballer van Ivoriaanse afkomst die doorgaans als aanvaller speelt. Hij tekende in januari 2023 een contract bij de Armeense club FC Urartu.

## Clubcarrière

### AJ Auxerre
Sanogo mocht op 26 januari 2010 zijn debuut maken in het eerste elftal van Auxerre. Op die dag speelde Auxerre een thuiswedstrijd voor de Coupe de France tegen Sedan, die Auxerre na penalty's met 3-0 won. Sanogo kwam in de tweede helft van de verlenging in de ploeg voor Roy Contout. Zijn competitiedebuut maakte hij aan het eind van datzelfde seizoen, in een wedstrijd die zijn ploeg met 2-1 verloor bij Olympique Lyonnais. Hij verving Dariusz Dudka drie minuten voor tijd. In de voorbereiding op het seizoen 2010/11 kreeg hij meer speelminuten, maar vanwege een blessure was hij de rest van het seizoen uitgeschakeld. In 2013 scoorde Sanogo in twee wedstrijden tegen Stade Lavallois en Tours FC in totaal zeven keer.

### Arsenal
Op 21 mei 2013 maakte Sanogo zelf zijn overstap naar Arsenal bekend. Hij tekende als transfervrije speler een vierjarig contract bij de club van zijn landgenoot Arsène Wenger. Hij debuteerde op 21 augustus 2013 in de Premier League, in een uitwedstrijd tegen Fulham op Craven Cottage. Hij viel na 81 minuten in voor Lukas Podolski. Sanogo speelde in anderhalf seizoen elf competitiewedstrijden voor Arsenal, dat hem in januari 2015 vervolgens voor een half jaar verhuurde aan Crystal Palace. Hiervoor kwam hij tien wedstrijden in actie in de Premier League.

### Verhuur aan Ajax en Charlton
Arsenal verhuurde Sanogo in juli 2015 voor een jaar aan AFC Ajax, de nummer twee van Nederland in het voorgaande seizoen. Hij maakte op 29 juli 2015 zijn officiële debuut voor Ajax, tijdens een uitwedstrijd tegen Rapid Wien in de derde voorronde van de UEFA Champions League. Het werd 2-2. Sanogo kwam in de slotfase in het veld voor Arkadiusz Milik. Bij Ajax kwam hij door gebrek aan wedstrijdritme tot slechts 82 minuten in 6 officiële duels. Op 1 februari 2016, de slotdag van de transferperiode, werd besloten om de verhuurovereenkomst met Arsenal per direct te ontbinden. Arsenal verhuurde hem vervolgens direct weer aan Charlton Athletic. In het duel tegen Reading op 27 februari 2016 wist Sanogo een hattrick te maken voor Charlton dat de wedstrijd met 3-4 verloor. Zijn eerste hattrick ooit betekende dat hij na 1009 dagen weer wist te scoren in competitieverband.

## Clubstatistieken

### Beloften
| Seizoen     | Club               |                    | Competitie     | Competitie | Competitie |
| Seizoen     | Club               | Wed.               | Competitie     | Dlp.       |            |
| ----------- | ------------------ | ------------------ | -------------- | ---------- | ---------- |
| 2010/11     | Auxerre B          | Vlag van Frankrijk | CFA            | 8          | 3          |
| 2011/12     | Auxerre B          | Vlag van Frankrijk | CFA            | 3          | 3          |
| 2012/13     | Auxerre B          | Vlag van Frankrijk | CFA            | 3          | 0          |
| Club totaal | Club totaal        | Club totaal        | Club totaal    | 14         | 6          |
| 2015/16     | → Jong Ajax (huur) | Vlag van Nederland | Eerste divisie | 3          | 0          |
| Club totaal | Club totaal        | Club totaal        | Club totaal    | 3          | 0          |

### Senioren
| Seizoen         | Club                       |                    | Competitie      | Competitie | Competitie | Beker | Beker | Internationaal | Internationaal | Overig | Overig | Totaal | Totaal |
| Seizoen         | Club                       | Wed.               | Competitie      | Dlp.       | Wed.       | Dlp.  | Wed.  | Dlp.           | Wed.           | Dlp.   | Wed.   | Dlp.   |        |
| --------------- | -------------------------- | ------------------ | --------------- | ---------- | ---------- | ----- | ----- | -------------- | -------------- | ------ | ------ | ------ | ------ |
| 2009/10         | Auxerre                    | Vlag van Frankrijk | Ligue 1         | 1          | 0          | 1     | 0     | —              | —              | —      | —      | 2      | 0      |
| 2010/11         | Auxerre                    | Vlag van Frankrijk | Ligue 1         | 0          | 0          | 0     | 0     | 0              | 0              | —      | —      | 0      | 0      |
| 2011/12         | Auxerre                    | Vlag van Frankrijk | Ligue 1         | 7          | 1          | 2     | 0     | —              | —              | —      | —      | 9      | 1      |
| 2012/13         | Auxerre                    | Vlag van Frankrijk | Ligue 2         | 13         | 10         | 0     | 0     | —              | —              | —      | —      | 13     | 10     |
| 2013/14         | Arsenal                    | Vlag van Engeland  | Premier League  | 8          | 0          | 4     | 0     | 2              | 0              | —      | —      | 14     | 0      |
| 2014/15         | Arsenal                    | Vlag van Engeland  | Premier League  | 3          | 0          | 1     | 0     | 2              | 1              | —      | —      | 6      | 1      |
| 2014/15         | → Crystal Palace (huur)    | Vlag van Engeland  | Premier League  | 10         | 0          | 1     | 1     | —              | —              | —      | —      | 11     | 1      |
| 2015/16         | → Ajax (huur)              | Vlag van Nederland | Eredivisie      | 3          | 0          | 0     | 0     | 3              | 0              | —      | —      | 6      | 0      |
| 2015/16         | → Charlton Athletic (huur) | Vlag van Engeland  | Championship    | 8          | 3          | 0     | 0     | —              | —              | —      | —      | 8      | 3      |
| 2016/17         | Arsenal                    | Vlag van Engeland  | Premier League  | 0          | 0          | 0     | 0     | —              | —              | —      | —      | 0      | 0      |
| 2017/18         | Toulouse FC                | Vlag van Frankrijk | Ligue 1         | 29         | 7          | 4     | 2     | —              | —              | —      | —      | 33     | 9      |
| 2018/19         | Toulouse FC                | Vlag van Frankrijk | Ligue 1         | 21         | 3          | 2     | 0     | 0              | 0              | 0      | 0      | 23     | 3      |
| 2019/20         | Toulouse FC                | Vlag van Frankrijk | Ligue 1         | 15         | 3          | 1     | 1     | 0              | 0              | 0      | 0      | 16     | 4      |
| 2020/21         | Huddersfield Town          | Vlag van Engeland  | Championship    | 9          | 0          | 0     | 0     | 0              | 0              | 0      | 0      | 9      | 0      |
| Carrière totaal | Carrière totaal            | Carrière totaal    | Carrière totaal | 127        | 27         | 16    | 4     | 7              | 1              | 0      | 0      | 150    | 32     |

Bijgewerkt t/m 10 juli 2021.

## Interlandcarrière

### Jong Frankrijk
Op 10 november 2011 maakte Sanogo zijn debuut voor Jong Frankrijk in een EK-kwalificatiewedstrijd tegen Jong Roemenië die met 3-0 werd gewonnen. Sanogo kwam na 74 minuten in het veld voor Alexandre Lacazette. Zijn eerste doelpunt voor Jong Frankrijk scoorde Sanogo op 4 september 2014 in de EK-kwalificatiewedstrijd tegen Jong Kazachstan. Sanogo was in de 50e minuut verantwoordelijk voor de 4-1, drie minuten later maakte hij ook de 5-1.
| Interlands van Yaya Sanogo Jong Frankrijk | Interlands van Yaya Sanogo Jong Frankrijk | Interlands van Yaya Sanogo Jong Frankrijk | Interlands van Yaya Sanogo Jong Frankrijk | Interlands van Yaya Sanogo Jong Frankrijk | Interlands van Yaya Sanogo Jong Frankrijk |
| №                                         | Datum                                     | Wedstrijd                                 | Uitslag                                   | Soort Wedstrijd                           | Doelpunten                                |
| Als speler bij Auxerre                    | Als speler bij Auxerre                    | Als speler bij Auxerre                    | Als speler bij Auxerre                    | Als speler bij Auxerre                    | Als speler bij Auxerre                    |
| ----------------------------------------- | ----------------------------------------- | ----------------------------------------- | ----------------------------------------- | ----------------------------------------- | ----------------------------------------- |
| 1.                                        | 10 november 2011                          | Frankrijk - Roemenië                      | 3 – 0                                     | EK Kwalificatie 2013                      |                                           |
| 2.                                        | 14 november 2011                          | Frankrijk - Slowakije                     | 2 – 0                                     | EK Kwalificatie 2013                      |                                           |
| Als speler bij Arsenal                    |                                           |                                           |                                           |                                           |                                           |
| 3.                                        | 5 september 2013                          | Frankrijk - Kazachstan                    | 5 – 0                                     | EK Kwalificatie 2015                      |                                           |
| 4.                                        | 4 maart 2014                              | Frankrijk - Wit-Rusland                   | 1 – 0                                     | EK Kwalificatie 2015                      |                                           |
| 5.                                        | 4 september 2014                          | Kazachstan - Frankrijk                    | 1 – 5                                     | EK Kwalificatie 2015                      | 50', 53'                                  |
| 6.                                        | 8 september 2014                          | Frankrijk - IJsland                       | 1 – 1                                     | EK Kwalificatie 2015                      | 63'                                       |
| 7.                                        | 13 november 2014                          | Italië - Frankrijk                        | 1 – 1                                     | Vriendschappelijk                         |                                           |
| 8.                                        | 17 november 2014                          | Frankrijk - Engeland                      | 3 – 2                                     | Vriendschappelijk                         | 29', 44'                                  |

## Erelijst
Met Arsenal
| Competitie       | Winnaar | Winnaar | Runner-up | Runner-up |
| Competitie       | Aantal  | Jaren   | Aantal    | Jaren     |
| ---------------- | ------- | ------- | --------- | --------- |
| Nationaal        |         |         |           |           |
| Engelse Beker    | 1x      | 2013/14 |           |           |
| Engelse Supercup | 1x      | 2014    |           |           |

Met Frankrijk onder 20
| Competitie          | Winnaar | Winnaar | Runner-up | Runner-up |
| Competitie          | Aantal  | Jaren   | Aantal    | Jaren     |
| ------------------- | ------- | ------- | --------- | --------- |
| Wereldkampioenschap | 1x      | 2013    |           |           |